# Mario Mola
Mario Mola Díaz (* 23. Februar 1990 in Palma) ist ein spanischer Triathlet und seit 2006 ständiges Mitglied der Nationalmannschaft. Er ist zweifacher Olympiastarter (2012, 2016), zweifacher Vizeweltmeister (2014, 2015) sowie dreifacher Weltmeister auf der Triathlon-Kurzdistanz (2016, 2017, 2018).

## Werdegang
Mario Mola bestritt seinen ersten Triathlon 2005. Seit 2006 ist er Mitglied der spanischen Nationalmannschaft und zählt seit 2008 zur Weltspitze.

### Triathlon-Junioren-Weltmeister 2009
2009 wurde er Junioren-Triathlon-Weltmeister und seit 2010 erringt er auch in der Elite-Kategorie Medaillenränge.
In Frankreich tritt Mola in der Clubmeisterschaftsserie Grand Prix de Triathlon für E.C. Sartrouville an – wie auch der zweite spanische Olympionike Francisco Javier Gómez Noya. In Deutschland geht Mola in der 1. Bundesliga für den Verein EJOT Buschhütten an den Start und konnte beispielsweise in Düsseldorf (8. Juli 2012) die Goldmedaille erringen.

### Olympische Sommerspiele 2012
2012 konnte er sich für die Olympischen Spiele qualifizieren und belegte in London den 19. Rang. Im Juni 2013 wurde er in der Türkei Dritter bei der Triathlon-Europameisterschaft auf der Kurzdistanz.

### Vizeweltmeister Triathlon 2014 und 2015
Im Rahmen der ITU-Weltmeisterschaftsrennserie 2014 wurde er Zweiter und Vizeweltmeister hinter seinem Landsmann Javier Gomez.
Im März 2015 gewann er das Auftaktrennen der Triathlon-Weltmeisterschafts-Rennserie 2015 in Abu Dhabi. Er konnte im September das letzte Rennen, das „Grand Final“ in Chicago gewinnen und wurde wie im Vorjahr Vizeweltmeister – hinter seinem Landsmann Francisco Javier Gómez Noya.
Im März 2016 konnte er wie schon im Vorjahr erneut das Auftaktrennen der Triathlon-Weltmeisterschafts-Rennserie 2016 in Abu Dhabi gewinnen. Mario Mola ging am 18. August in Rio de Janeiro bei den Olympischen Sommerspielen 2016 für Spanien an den Start und belegte den achten Rang.

### ITU-Weltmeister Triathlon 2016, 2017 und 2018
Im September wurde er in Mexiko mit dem fünften Platz im letzten Rennen („Grand Final“) ITU-Weltmeister auf der Triathlon-Kurzdistanz – mit nur vier Punkten Vorsprung in der WM-Rennserie 2016 auf den Briten Jonathan Brownlee.
Im Sommer 2017 konnte der 27-Jährige den Titel aus dem Vorjahr erfolgreich verteidigen und sich mit vier Siegen in den neun Rennen der Weltmeisterschaftsrennserie erneut den Titel des Weltmeisters auf der Triathlon-Kurzdistanz sichern. Mario Mola war der bestverdienende Athlet in der Saison 2017. Mola war nominiert als ETU Athlet des Jahres 2017.
In der Weltmeisterschaftsrennserie 2018 sicherte sich der damals 28-Jährige im September in Australien beim Grand Final zum dritten Mal in Folge den Titel des Weltmeisters. Mario Mola war mit 197.500 US-Dollar der Führende im Preisgeld-Ranking der Saison 2018. Bei der Weltmeisterschaft 2020 belegte der 30-Jährige in Hamburg den 46. Rang.

## Auszeichnungen
- 2019: ETU Athlet des Jahres

## Sportliche Erfolge
| Datum/Jahr    | Rang | Wettbewerb                                     | Austragungsort  | Zeit     | Bemerkung                                                                                        |
| ------------- | ---- | ---------------------------------------------- | --------------- | -------- | ------------------------------------------------------------------------------------------------ |
| 2. Apr. 2023  | 1    | Triathlon de Portocolom                        | Portocolom      | 01:49:18 | Sieger auf der Kurzdistanz 55.5                                                                  |
| 6. Nov. 2022  | DNF  | ITU World Championship Series 2022             | Bermuda         | –        |                                                                                                  |
| 8. Okt. 2022  | DNF  | ITU World Championship Series 2022             | Cagliari        | –        |                                                                                                  |
| 10. Apr. 2022 | 1    | Triathlon de Portocolom                        | Portocolom      |          | Sieger auf der Kurzdistanz 55.5                                                                  |
| 29. Mai 2021  | 3    | ITU Triathlon World Cup                        | Arzachena       | 00:54:52 | hinter Jonathan Brownlee                                                                         |
| 5. Sep. 2020  | 46   | ITU World Championship Series 2020             | Hamburg         | 00:51:54 | Weltmeisterschaft                                                                                |
| 31. Aug. 2019 | 2    | ITU World Championship Series 2019             | Lausanne        | 01:51:03 |                                                                                                  |
| 28. Juni 2019 | 2    | ITU World Championship Series 2019             | Montreal        | 00:53:50 |                                                                                                  |
| 8. März 2019  | 1    | ITU World Championship Series 2019             | Abu Dhabi       | 00:52:00 | erstes Rennen der Saison                                                                         |
| 16. Sep. 2018 | 2    | ITU World Championship Series 2018             | Gold Coast      | 01:44:48 | Weltmeister nach dem letzten Rennen der Saison                                                   |
| 5. Apr. 2018  | 2    | Commonwealth Games 2018                        | Gold Coast      | 01:44:48 |                                                                                                  |
| 26. Aug. 2018 | 1    | ITU World Championship Series 2018             | Montreal        | 01:47:46 | vierter Sieg in der WM-Rennserie 2018                                                            |
| 27. Juli 2018 | 1    | ITU World Championship Series 2018             | Edmonton        | 00:51:15 |                                                                                                  |
| 10. Juni 2018 | 1    | ITU World Championship Series 2018             | Hamburg         | 00:53:24 |                                                                                                  |
| 10. Juni 2018 | 2    | ITU World Championship Series 2018             | Leeds           | 01:46:01 |                                                                                                  |
| 12. Mai 2018  | 1    | ITU World Championship Series 2018             | Yokohama        | 01:44:59 |                                                                                                  |
| 2. März 2018  | 2    | ITU World Championship Series 2018             | Abu Dhabi       | 00:57:09 | erstes Rennen der Saison                                                                         |
| 16. Sep. 2017 | 3    | ITU World Championship Series 2017             | Rotterdam       | 01:51:36 | mit dem dritten Rang im letzten Rennen („Grand Final“) Weltmeister auf der Kurzdistanz           |
| 29. Juli 2017 | 1    | ITU World Championship Series 2017             | Edmonton        | 00:54:51 |                                                                                                  |
| 15. Juli 2017 | 1    | ITU World Championship Series 2017             | Hamburg         | 00:54:08 |                                                                                                  |
| 13. Mai 2017  | 1    | ITU World Championship Series 2017             | Yokohama        | 01:48:15 |                                                                                                  |
| 8. Apr. 2017  | 1    | ITU World Championship Series 2017             | Gold Coast      | 00:52:35 |                                                                                                  |
| 19. März 2017 | 2    | Super League Triathlon Australia               | Hamilton Island |          | Zweiter der Auftaktveranstaltung im neuen dreitägigen Rennformat                                 |
| 19. Sep. 2016 | 5    | ITU World Championship Series 2016             | Cozumel         | 01:47:36 | Weltmeister                                                                                      |
| 4. Sep. 2016  | 2    | ITU World Championship Series 2016             | Edmonton        | 00:51:56 |                                                                                                  |
| 18. Aug. 2016 | 8    | Olympische Sommerspiele 2016                   | Rio de Janeiro  | 01:46:26 |                                                                                                  |
| 16. Juli 2016 | 1    | ITU World Championship Series 2016             | Hamburg         | 00:52:19 |                                                                                                  |
| 14. Mai 2016  | 1    | ITU World Championship Series 2016             | Yokohama        | 01:46:27 | dritter Sieg im vierten Rennen der Saison                                                        |
| 9. Apr. 2016  | 1    | ITU World Championship Series 2016             | Gold Coast      | 01:46:28 |                                                                                                  |
| 12. März 2016 | 1    | ITU Triathlon World Cup                        | Mooloolaba      | 00:52:55 |                                                                                                  |
| 5. März 2016  | 1    | ITU World Championship Series 2016             | Abu Dhabi       | 01:46:38 | wie im Vorjahr Sieger im ersten Rennen der Saison                                                |
| 19. Sep. 2015 | 1    | ITU World Championship Series 2015             | Chicago         | 01:44:53 | Sieger im „Grand Final“ – und damit Vizeweltmeister                                              |
| 22. Aug. 2015 | 12   | ITU World Championship Series 2015             | Stockholm       | 01:51:16 |                                                                                                  |
| 18. Juli 2015 | 3    | ITU World Championship Series 2015             | Hamburg         | 00:52:20 | Mit 13:55 Minuten stellte Mola einen neuen Rekord für die 5-km-Laufstrecke auf.                  |
| 26. Apr. 2015 | 8    | ITU World Championship Series 2015             | Kapstadt        | 01:40:16 |                                                                                                  |
| 7. März 2015  | 1    | ITU World Championship Series 2015             | Abu Dhabi       | 00:52:32 | Sieger im ersten Rennen der Saison auf der Sprintdistanz                                         |
| 31. Aug. 2014 | 2    | ITU World Championship Series 2014             | Edmonton        | 01:49:04 | Vizeweltmeister beim „Grand Final“ der Rennserie 2014                                            |
| 13. Juli 2014 | 14   | ITU Sprint Triathlon Team World Championship   | Hamburg         | 01:22:19 | bei der Team-Weltmeisterschaft – zusammen mit Ainhoa Murúa, Carolina Routier und Fernando Alarza |
| 6. Juli 2014  | 1    | T3 Triathlon                                   | Düsseldorf      | 00:54:14 | Sieger auf der Sprintdistanz (0,75 km Schwimmen, 20 km Radfahren und 5 km Laufen)                |
| 31. Mai 2014  | 1    | ITU World Championship Series 2014             | London          | 00:49:46 | Sieger auf der Sprintdistanz                                                                     |
| 17. Mai 2014  | 2    | ITU World Championship Series 2014             | Yokohama        | 01:45:31 |                                                                                                  |
| 6. Okt. 2013  | 1    | Garmin Barcelona Triathlon                     | Barcelona       | 01:46:59 |                                                                                                  |
| 6. Juli 2013  | 2    | ITU World Championship Series 2013             | Kitzbühel       | 00:56:00 |                                                                                                  |
| 15. Juni 2013 | 3    | ETU Triathlon European Championships           | Alanya          | 01:42:22 |                                                                                                  |
| 12. Mai 2013  | 3    | Siegerland-Cup                                 | Buschhütten     | 01:04:02 |                                                                                                  |
| 9. März 2013  | 1    | ITU Sprint Triathlon Pan American Cup          | Clermont        | 00:53:56 |                                                                                                  |
| 1. Sep. 2012  | 10   | ETU Triathlon European Championship U23        | Aguilas         |          | U23-Europameisterschaft Triathlon                                                                |
| 7. Aug. 2012  | 19   | Olympische Sommerspiele 2012                   | London          | 01:49:23 |                                                                                                  |
| 12. Mai 2012  | 4    | ITU World Championship Series 2012             | San Diego       |          |                                                                                                  |
| 24. Juni 2011 | 4    | ETU Triathlon European Championships           | Pontevedra      |          |                                                                                                  |
| 3. Juli 2010  | DNF  | ETU Triathlon European Championships           | Athlone         | –        |                                                                                                  |
| 13. Sep. 2009 | 1    | ITU Triathlon World Championship Junior Men    | Gold Coast      | 01:00:22 | Junioren-Weltmeister (750 m Schwimmen, 20,9 km Radfahren und 5,4 km Laufen)                      |
| 2. Juli 2009  | 2    | ETU Triathlon European Championship Junior Men | Rijssen-Holten  |          | Triathlon-Vizejunioreneuropameister                                                              |
| 10. Mai 2008  | 16   | ETU Triathlon European Championship Junior Men | Lissabon        |          |                                                                                                  |
| 16. Juni 2007 | 8    | ETU Triathlon European Championship Junior Men | Edinburgh       |          |                                                                                                  |

| Datum/Jahr    | Rang | Wettbewerb                                    | Austragungsort           | Zeit     | Bemerkung                                                                                            |
| ------------- | ---- | --------------------------------------------- | ------------------------ | -------- | --- |
| 15. Juni 2024 | 9    | ETU Sprint Duathlon European Championships    | Coimbra                  | 00:51:50 | Europameisterschaft Sprint-Duathlon                                                                  |
| 29. Apr. 2023 | 1    | ITU Duathlon World Championships              | Ibiza                    | 00:51:03 | 5 km Laufen, 20 km Radfahren und 2,5 km Laufen                                                       |
| 18. März 2023 | 3    | ETU Sprint Duathlon European Championships    | Caorle                   | 00:48:24 | Europameisterschaft Sprint-Duathlon                                                                  |
| 26. Sep. 2009 | 2    | ITU Duathlon World Championship Junior Men    | Concord (North Carolina) |          | Junioren-Duathlon-Vizeweltmeister                                                                    |
| 24. Mai 2008  | 2    | ETU Duathlon European Championship Junior Men | Serres                   |          | Silber und damit Vizeeuropameister bei den Junioren (5 km Laufen, 20 km Radfahren und 2,5 km Laufen) |

(DNF – Did Not Finish)
Mario Mola ist mit der katalanischen Triathletin Carolina Routier (* 1990) liiert und er studiert neben seiner Triathlon-Karriere Betriebswirtschaftslehre (BWL: Administration y Dirección de Empresas).